# Melih İbrahimoğlu
Melih İbrahimoğlu (Wenen, 17 juli 2000) is een Turks-Oostenrijks voetballer die als middenvelder voor Heracles Almelo speelt.

## Carrière
Melih İbrahimoğlu speelde in de jeugd van SK Slovan-Hütteldorfer AC, First Vienna FC en Rapid Wien. Hij debuteerde op 10 augustus 2018 in het tweede elftal van Rapid Wien, in de met 0-4 gewonnen uitwedstrijd tegen het tweede elftal van SKN Sankt Pölten in de Regionalliga Ost. In deze wedstrijd scoorde hij de 0-1. In het seizoen 2019/20 werd hij met Rapid Wien II tweede in de Regionalliga Ost en promoveerde hij naar de 2. Liga. Hij debuteerde in het eerste elftal van Rapid op 29 september 2019, in de met 3-3 gelijkgespeelde thuiswedstrijd tegen TSV Hartberg. Hij scoorde zijn eerste en enige doelpunt voor Rapid op 10 december 2020, in de met 2-2 gelijkgespeelde thuiswedstrijd in de groepsfase van de Europa League tegen Molde FK. In de winterstop van het seizoen 2020/21 vertrok hij naar Heracles Almelo, waar hij een contract tot medio 2024 tekende.

### Statistieken

#### Beloften
| Seizoen                        | Club            | Land            | Competitie       | Competitie | Competitie | Totaal | Totaal |
| Seizoen                        | Club            | Land            | Competitie       | Wed.       | Dlp.       | Wed.   | Dlp.   |
| ------------------------------ | --------------- | --------------- | ---------------- | ---------- | ---------- | ------ | ------ |
| 2018/19                        | Rapid Wien II   | Oostenrijk      | Regionalliga Ost | 29         | 7          | 29     | 7      |
| 2019/20                        | Rapid Wien II   | Oostenrijk      | Regionalliga Ost | 13         | 4          | 13     | 4      |
| 2020/21                        | Rapid Wien II   | Oostenrijk      | 2. Liga          | 5          | 0          | 5      | 0      |
| Totaal beloften                | Totaal beloften | Totaal beloften | Totaal beloften  | 47         | 11         | 47     | 11     |
| Bijgewerkt op 21 februari 2021 |                 |                 |                  |            |            |        |        |

#### Senioren
| Seizoen                        | Club            | Land            | Competitie      | Competitie | Competitie | Beker | Beker | Internationaal | Internationaal | Totaal | Totaal |
| Seizoen                        | Club            | Land            | Competitie      | Wed.       | Dlp.       | Wed.  | Dlp.  | Wed.           | Dlp.           | Wed.   | Dlp.   |
| ------------------------------ | --------------- | --------------- | --------------- | ---------- | ---------- | ----- | ----- | -------------- | -------------- | ------ | ------ |
| 2019/20                        | Rapid Wien      | Oostenrijk      | Bundesliga      | 4          | 0          | 0     | 0     | –              | –              | 4      | 0      |
| 2020/21                        | Rapid Wien      | Oostenrijk      | Bundesliga      | 2          | 0          | 1     | 0     | 3              | 1              | 6      | 1      |
| 2020/21                        | Heracles Almelo | Nederland       | Eredivisie      | 0          | 0          | 0     | 0     | –              | –              | 0      | 0      |
| Totaal senioren                | Totaal senioren | Totaal senioren | Totaal senioren | 6          | 0          | 1     | 0     | 3              | 1              | 10     | 1      |
| Carrièretotaal                 | Carrièretotaal  | Carrièretotaal  | Carrièretotaal  | 53         | 11         | 1     | 0     | 3              | 1              | 57     | 12     |
| Bijgewerkt op 21 februari 2021 |                 |                 |                 |            |            |       |       |                |                |        |        |